# Corrado Bronzo
Corrado Bronzo (Siracusa, 10 marzo 1970) è un ex pallamanista italiano, attualmente allenatore nel settore giovanile del Albatro Siracusa.

## Carriera

### Giocatore

#### Club
Cresciuto nel vivaio biancoverde, nella stagione 1986-1987 va a farsi le ossa in prestito all'HC Mazzini Siracusa, per poi rientrare visti i buoni numeri l'anno seguente nuovamente nell'Ortigia. Debutta in Serie A1 nel 1987 all'età di diciassette anni tra le file dell'Ortigia Siracusa vincendo subito il suo primo scudetto. Con la formazione siciliana vincerà lo scudetto anche l'anno successivo, aggiungendo anche due coppe Italia nelle stagioni 1995-96 e 1996-97. Impiegato nel ruolo di pivot, figura fra i più grandi giocatori italiani più forti del momento. Così nella stagione 1998-1999 passa alla corte del Rubiera dove nella stagione 2004-2005 vince la Coppa Italia. Chiude la carriera tornando a giocare per la sua città Siracusa nel 2007 sponda Albatro Siracusa, che ha preso il posto della gloriosa Ortigia fallita nel 2002. Nel 2014 torna a calcare un parquet andando a giocare in Serie A2 per lo Scicli
Nel 2017, Bronzo con la maglia dell'Albatro, eccezionalmente torna a giocare una gara di massima serie dopo ben sette anni dall'ultima volta. Nel corso della gara vivrà un momento particolarmente emozionante, in quanto nel secondo tempo scenderà in campo insieme al figlio Umberto pedina fissa della formazione siracusana.

#### Nazionale
Bronzo entra nell'orbita della nazionale Italiana fin da giovanissimo, facendosi tutte le trafile giovanili fino ad arrivare nella maggiore all'età di diciotto anni. Entrato in pianta stabile fra i titolari (insieme agli azzurri Alessandro Fusina e Corrado Miglietta anch'essi siracusani, vi ha fatto tutte le trafile giovanili). In nazionale vince nel 1997 la medaglia d’argento ai Giochi del Mediterraneo disputati a Bari, partecipa all’Europeo del 1998 ed ottiene un 11º posto ai Mondiali del 1997 miglior risultato mai raggiunto dalla selezione azzurra.

### Allenatore
Finita la carriera, entra a far parte nel 2011 nello staff dell'Albatro Siracusa occupandosi del settore giovanile.

## Palmarès

### Giocatore

#### Club
- Campionato italiano di pallamano maschile: 2

Ortigia Siracusa: 1987-1988
Ortigia Siracusa: 1988-1989
- Coppa Italia (pallamano maschile): 3

Ortigia Siracusa: 1995-1996
Ortigia Siracusa: 1996-1997
Secchia Rubiera: 2004-2005

#### Nazionale
- Giochi del Mediterraneo

Bari 1997: 